# Laboratorio odontotecnico
Il laboratorio odontotecnico è il luogo dove si svolge l'attività di  odontotecnico.
Il suo insediamento in Italia richiede di permessi comunali, lo svolgimento della professione al suo interno necessita l'iscrizione all'elenco fabbricanti protesi dentarie del Ministero della salute e alla Camera di Commercio.
Tra i prodotti che si producono in un laboratorio vi sono: protesi, corone e altri prodotti dentali.
Ormai da qualche anno è iniziata una rivoluzione digitale anche in ambito odontotecnico. Con impronte ottiche scanner e stampe 3D è cambiato completamente il modo di approcciare ai manufatti protesici. Sempre meno artigianali e sempre più digitali.
Tra le associazioni più importanti c'è il "National Association of Dental Laboratories", nata nel 1951 nei Stati Uniti.